# 南有明村
南有明村（みなみありあけむら）は、佐賀県杵島郡にあった村。現在の杵島郡白石町の一部にあたる。

## 地理
白石平野（佐賀平野）の南部に位置していた。
- 海洋：有明海[2]

## 歴史
- 1889年（明治22年）4月1日、町村制の施行により、杵島郡牛屋村、横手村が合併して村制施行し、南有明村が発足[1][2]。旧村名を継承した牛屋、横手の2大字を編成[2]。
- 1914年（大正3年）8月、強風による高潮が発生し大きな被害を受けた[2]。
- 1955年（昭和30年）9月30日、杵島郡有明村と合併し有明村が存続して廃止された[1][2]。合併後、有明村大字牛屋・横手となる[2]。

## 産業
- 農業、漁業[2]
- 産物：米、麦[2]